# باربرا باركر
باربرا باركر (بالإنجليزية: Barbara Parker)‏ هي منافسة ألعاب القوى بريطانية، ولدت في 8 نوفمبر 1982.

## وصلات خارجية
- باربرا باركر على موقع الاتحاد الدولي لألعاب القوى (الإنجليزية)
- باربرا باركر على موقع الدوري الماسي (الإنجليزية)
- باربرا باركر على موقع أوليمبيديا (الإنجليزية)
- باربرا باركر على موقع اللجنة الأولمبية البريطانية (الإنجليزية)